# إيان مكأندريو
إيان مكأندريو (بالإنجليزية: Ian McAndrew)‏ هو لاعب كرة قدم أسترالي في مركز الوسط، ولد في 23 فبراير 1989 في غوسفورد في أستراليا. لعب مع سنترال كوست مارينرز.

## وصلات خارجية
- إيان مكأندريو على موقع قاعدة بيانات كرة القدم.إي يو (الإنجليزية)
- إيان مكأندريو على موقع Soccerway.com (الإنجليزية)
- إيان مكأندريو على موقع عالم كرة القدم.نت (الإنجليزية)